# Michael J. Flynn
Michael J. Flynn (New York City, 20 maggio 1934) è un ingegnere e informatico statunitense, attualmente professore emerito presso la Stanford University.

## Biografia
Nel 1955 iniziò la lavorare per IBM dove lavorò per dieci anni allo sviluppo dei computer della società. Fece parte del gruppo di ricerca che sviluppo l'IBM 7090 e l'IBM 7094/II. In seguito lavorò al processore del System/360 Model 91. Nel 1960 si laureò in ingegneria elettrica presso la Syracuse University e nel 1961 completò il dottorato presso la Purdue University. Nel 1966 pubblicò l'articolo che portò alla tassonomia di Flynn. Tra il 1966 e il 1974 fu docente presso la Northwestern University e la Johns Hopkins University. Nel 1975 divenne professore di ingegneria elettrica presso la Stanford University e direttore del Computer Systems Laboratory tra il 1977 e il 1983. Nel 1992 ha ricevuto il ACM/IEEE Eckert-Mauchley Award per il suo contributo allo sviluppo delle architetture dei computer digitali. Nel 1995 ricevette l'IEEE-CS Harry Goode Memorial Award per i suoi studi sulle architetture dei calcolatori e sulla loro classificazione. Nel 1998 ricevette la Tesla Medal dall'International Tesla Society (Belgrado), e una laurea honoris causa dal Trinity College (University of Dublin), Irlanda. È autore di più di 250 articoli scientifici.
Inoltre è famoso per aver ideato la tassonomia di Flynn, nel 1966, che distingue varie architetture computazionali a seconda del flusso di dati e di istruzioni che elaborano, questa si è rivelata "profetica" per gli sviluppi tecnologici successivi.

## Libri pubblicati
- Shlomo Waser and Michael J. Flynn.  "Introduction to Arithmetic for Digital Systems Designers. " Holt, Rinehart, and Winston,  New York, 1982 ISBN 0030605717
- M. J. Flynn, N. R. Harris, and D. P. McCarthy, Editors. "Microcomputer System Design: Lecture Notes in Computer Science. " Dublin, 1981,  Springer-Verlag, 1984, ISBN 3540111727
- Jerome C. Huck and Michael J. Flynn.  "Analyzing Computer Architectures. " IEEE Computer Society Press, New York, 1989, ISBN 0818688572
- Michael J. Flynn. "Computer Architecture: Pipelined and Parallel Processor Design " Jones and Bartlett, Boston, 1995, ISBN 0867202041
- Michael J. Flynn and Stuart Oberman.  "Advanced Computer Arithmetic Design. " John Wiley and Sons, New York, 2001, ISBN 0471412090